# Здание библиотеки Белорусской государственной сельскохозяйственной академии
Здание библиотеки — здание в городе Горки (Белоруссия), расположенное в юго-восточной части ансамбля Белорусской государственной сельскохозяйственной академии, по адресу: Парковый проезд, 1.

## История

### Никольская церковь

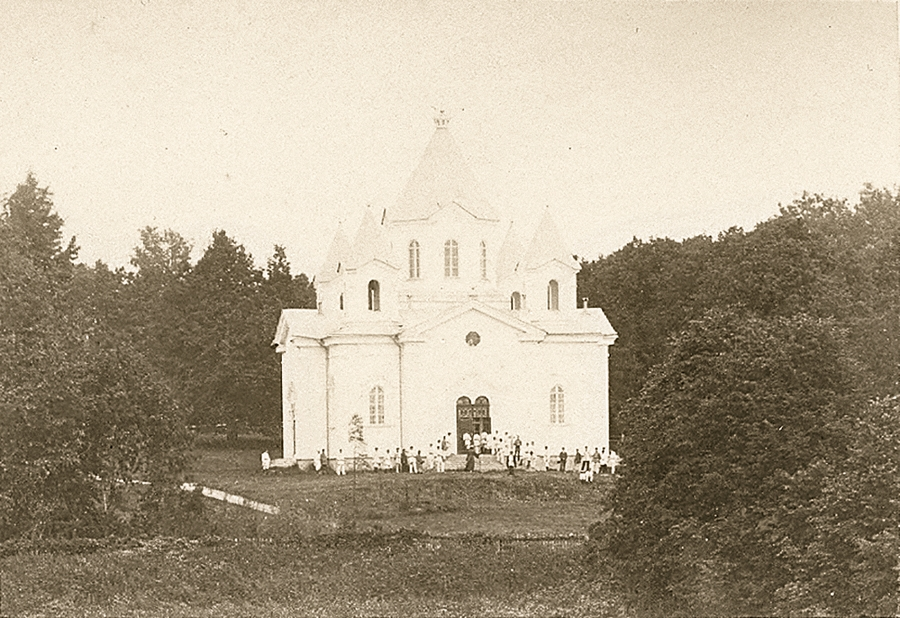
Церковь до перестройки. Начало XX в. С. Юрковский

Строительство Никольской церкви Горыгорецого земледельческого института началось 1 августа 1849 г. Фундамент закладывался под наблюдением архитектора Маркова, через год его изменил архитектор Бонч-Бруевич, а затем за строительством надзирал инженер Иван Осипов из Витебской палаты государственного имущества. Непосредственно строительством занимался архитектор А. Кампиёни. При кладке стен каждый кирпич был влажным, а каждый ряд кладки заполнялся известковым раствором, снаружи известковые швы углублялись для лучшей связки штукатурки с кирпичом. Кирпич специального обжига изготавливали на кирпичном заводе в фольварке Иваново. Было изготовлено 6 деревянных крестов, обитые железом, и заказаны 6 колоколов от 1 до 45 пудов. Деревянный иконостас, престольник и 2 клироса поставил московский купец И. Котов. 17 икон для иконостаса взялся написать ученик Петербургской Академии художеств Василий Феклистов. Снаружи церковь была оштукатурена раствором песка и извести.

### Перестройка
Перестроено в 1930-е годы в стиле конструктивизма из бывшей церкви.

## Архитектура

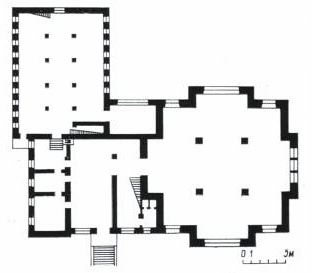
План первого этажа

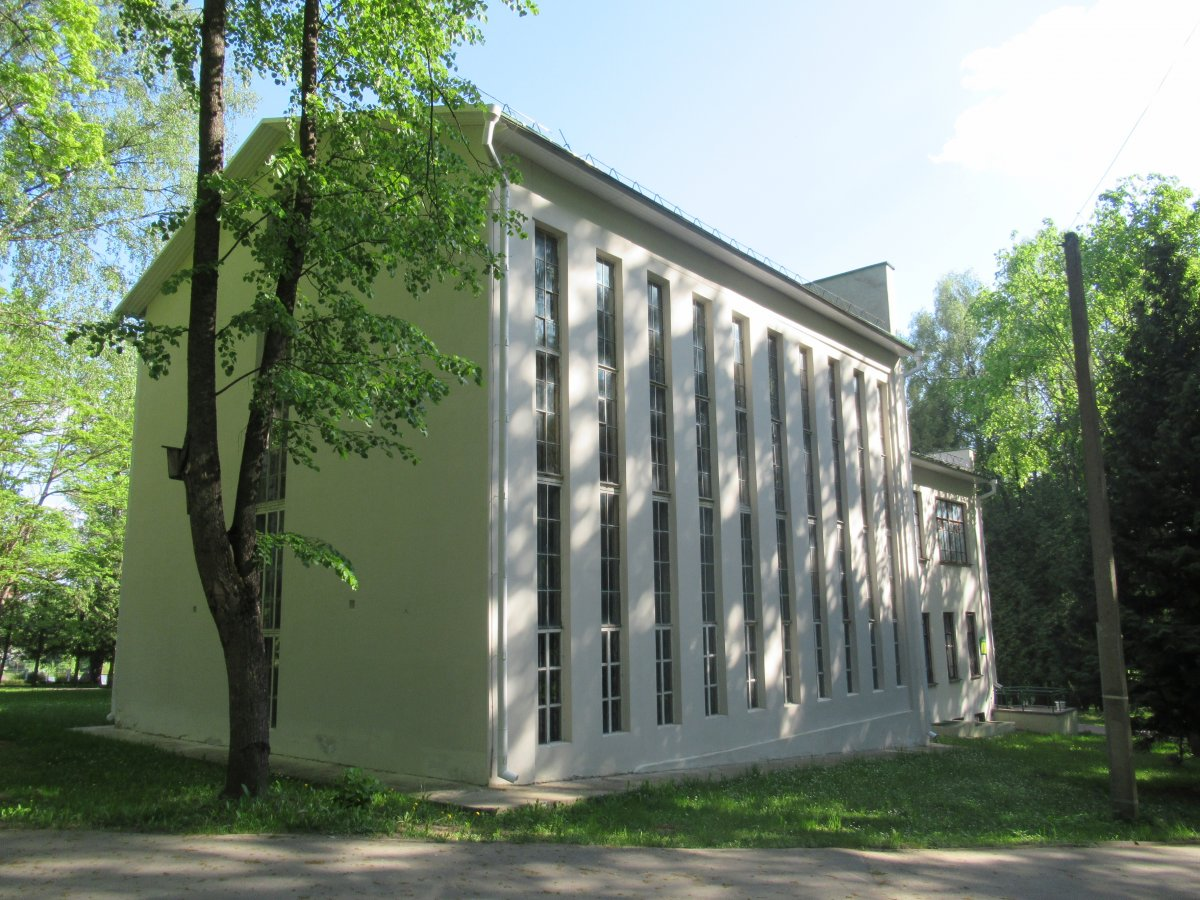
Библиотека

Сейчас библиотека представляет собой двухэтажное каменное здание сложной в плане формы. Плоские стены фасадов разделены высокими прямоугольными оконными проёмами без наличников.